# だから俺達は、朝を待っていた
『だから俺達は、朝を待っていた』（だからおれたちはあさをまっていた）は、2010年2月に公開が予定されていた日本映画。
出演者の押尾学の逮捕（押尾学事件）により、公開は無期限延期、事実上の中止（お蔵入り）となっている。

## あらすじ
ある夜、盗人のシン（押尾学）は、彼の舎弟ケイタ（永山たかし）とヒロ（加藤和樹）を連れて、高級質屋に盗みに入る。しかし、そこで店長の竜（武田真治）、店員の康介（東山光明）、清掃員の卓也（前田公輝）、客の柿ノ木（八神蓮）、警察官の君島（佐藤二朗）と鉢合わせしてしまう。そしてそれぞれの思惑が交差し、事態は思わぬ方向に向かってしまう。

## キャスト
- 加藤和樹
- 永山たかし
- 八神蓮
- 前田公輝
- 東山光明
- 浜口順子
- 入来茉里
- 佐野大樹
- 江藤純
- 武田真治
- 佐藤二朗
- 山本東
- 岩寺真志
- 三谷有紀
- 佐津川愛美
- 石井正則
- 押尾学[3]

## スタッフ
- 監督：内田英治[1]
- 脚本：岡本貴也
- 音楽監督：KYOHEI[4]
- 配給：アステア
- 製作：『だから俺達は、朝を待っていた』製作委員会